# Davina Waddy
Davina Waddy, född 16 augusti 1996, är en nyzeeländsk roddare.

## Karriär
Davina Waddy ingick i det nyzeeländska laget som tog brons i fyra utan styrman vid olympiska sommarspelen 2024.